# Donghai, Tianjin
Donghai (kinesiska: 东海, 东海街道) är ett stadsdelsdistrikt i Kina. Det ligger i storstadsområdet Tianjin, i den norra delen av landet, nära eller i stadens centrum. Antalet invånare är 80 013. Befolkningen består av 39 988 kvinnor och 40 025 män. Barn under 15 år utgör 7,0 %, vuxna 15-64 år 78 %, och äldre över 65 år 13,0 %.